# Долина глеків
19°25′48″ пн. ш. 103°09′11″ сх. д. / 19.43° пн. ш. 103.153° сх. д.

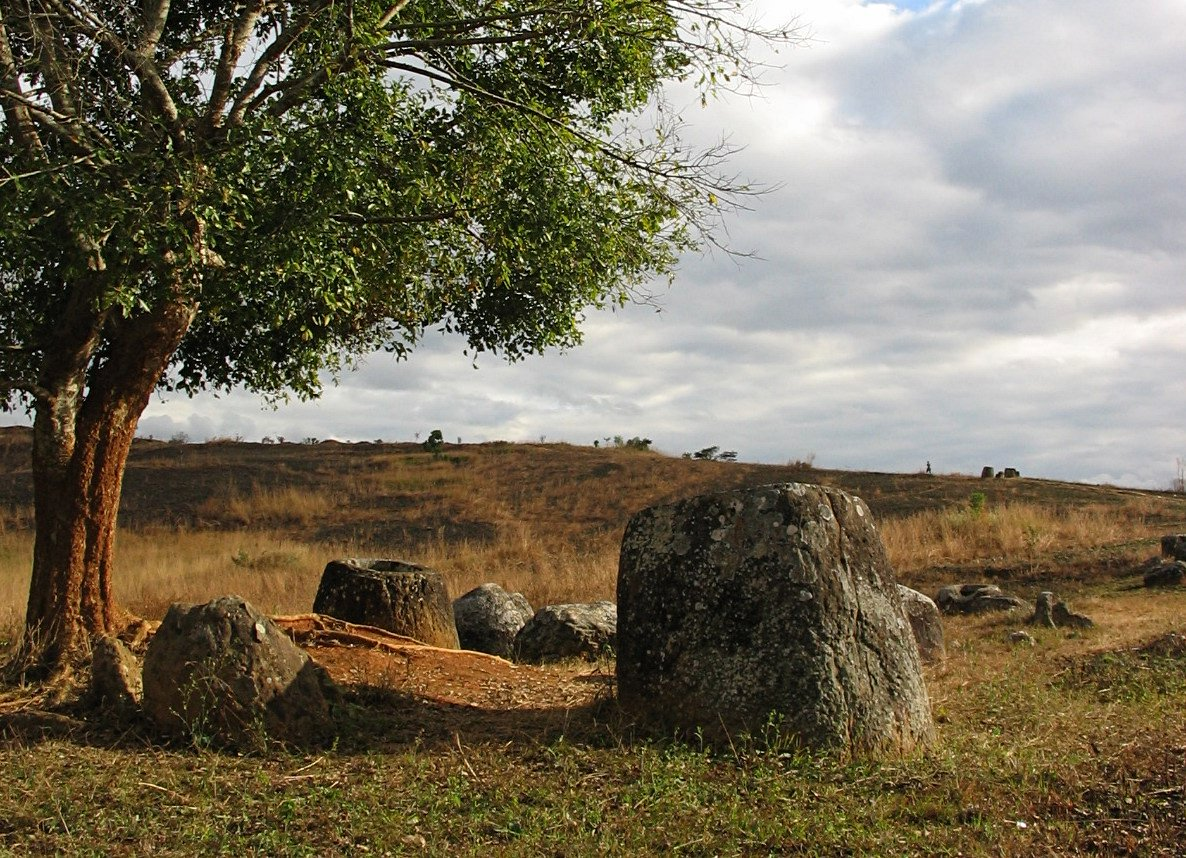
Долина глеків: ділянка 1

Долина глеків (лао.: ທົ່ງໄຫຫິນ МФА: [tʰōŋ hǎj hǐn]) — це мегалітичний археологічний пейзаж у Лаосі. По плато Сіангкхуанг (Xieng Khouang) в однойменній провінції Лаосу розкидані тисячі мегалітичних кам'яних глеків. Вони розташовані групами від одного до сотень глеків на невисоких пагорбах, які оточують центральну рівнину та долини, які піднімаються вгору. Плато Сіангкхуанг розташовано на північному кінці Аннамських гір, основного гірського хребта Індокитаю.
Початкова експедиція з дослідження глеків на початку 1930-х рр. припустила, що глеки пов'язані з доісторичними поховальними обрядами. Розкопки, які з того часу проводились лаоськими та японськими спеціалістами, підтвердили цю теорію знайденими довкола глеків людськими рештками, поховальними предметами та керамікою. Долина глеків датується Залізною добою (500 р. до н. е. — 500 р. н. е.) і є одним з найважливіших місць для вивчення доісторичного періоду Південно-Східної Азії. Вона має потенціал пролити світло на зв'язок ускладнення суспільств з мегалітичними спорудами та надати інформацію про соціальну організацію спільнот Південно-Східної Азії в Залізну добу.
У Долині глеків тривають дослідження та заходи зі збереження під егідою ЮНЕСКО, з наміром надалі включити її до переліку культурної Світової спадщини людства.

## Опис

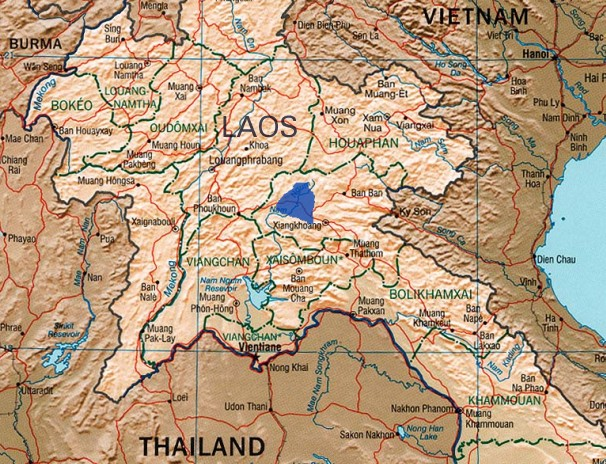
Розташування Долини глеків та плато Сіангкхуанг (синя заливка)

Знайдено більше 90 місць розташування глеків в провінції Сіангкхуанг, у кожному від 1 до 400 кам'яних глеків. Вони розрізняються за висотою і діаметром (між 1 і 3 метрами) і всі без винятку висічені з каменю. Форма глеків циліндрична, нижня частина завжди ширше, ніж верхня. Кам'яні глеки не мають оздоблення, за винятком єдиного на ділянці 1. Цей глек має барельєф, що присіла, вирізьблений на зовнішній поверхні. Дослідники проводять паралелі між цією «людиною-жабою» на ділянці 1 і наскельним живописом в горах Хуа в Гуансі, Китай, який зображує людей лицем до спостерігача з піднятими руками і зігнутими колінами і датується 500 р. до н. е. — 200 р. н. е.
Більшість глеків має горловину, тому припускається, що вони всі закривалися кришками, хоча знайдено лише декілька; це може вказувати, що кришки робилися з матеріалів, які руйнуються під дією погодних умов. На декількох ділянках були знайдені кам'яні кришки з тваринними барельєфами, наприклад у Бан Пхакео (ділянка 52). Вважається, що на барельєфах зображені мавпи, тигри та жаби. Жодної кришки на глеку не знайдено.
Крім кам'яних кришок існували і кам'яні диски, які мали принаймні одну пласку сторону та їх розміщували на поверхні земля для того, щоб закрити або позначити місце поховання. Вони зустрічаються рідше від кам'яних глеків, але їх знаходять поруч. Схожими на них є прості кам'яні маркери поховань — необроблені камені, які були спеціально розміщені над похованням. На північ від Сіангкхуанг знайдено розгалужену мережу таких спеціально розміщених необроблених поховальних каменів та приміщень, відомих як «стоячі камені Хуапхан». Згідно з дослідженнями французького геолога та археолога Мадлен Колані, вони датуються Бронзовою добою. Однак їх матеріал схожий на матеріал, з якого виготовлялись кам'яні глеки.
Глеки розташовані групами на нижніх схилах та грядах пагорбів, які оточують центральне плато та верхні долини. Неподалік від ділянок з глеками було знайдено залишки кар'єрів. Для виготовлення глеків, кришок та дисків, за знахідками, використовувались п'ять видів гірської породи — пісковик, граніт, конгломерат, вапняк та брекчія.
Більшість з глеків виготовлена з пісковика, з ознаками наявності певних знань, які матеріали та техніки є прийнятними. Вважається, що люди Долини глеків використовували залізні зубила для виготовлення глеків, хоча однозначних доказів цьому припущенню не знайдено. Regional differences in jar shape have been noted. Більшість відмінностей у глеках можуть були віднесені на вибір каменя та його обробку, різниця у формі, як наприклад маленькі отвори чи отвори з обох боків (глеки з двома отворами), які можуть вказувати на інше використання глеків, знайдені лише на одній ділянці.
Печера на ділянці 1 є природною вапняковою печерою з північно-західним входом та двома зробленими людьми отворами зверху. Дослідники вважають печер крематорієм, а дірки — його димоходами. На початку 1930-х років Мадлен Колані проводила розкопки в печері та знайшла археологічний матеріал, який підтримує теорію про централізований крематорій. Колані також провела розкопки на 12 ділянках Долини глеків, результати були надруковані 1935 р. — вона вважала, що Долина глеків була місцем поховання Залізної доби. У глеках вона знайшла залишки людських кісток з ознаками кремації, а довкола глеків — людські кістки без таких ознак, фрагменти посуду, залізні та бронзові предмети, скляні та кам'яні намистини, керамічні ваги та вугілля.

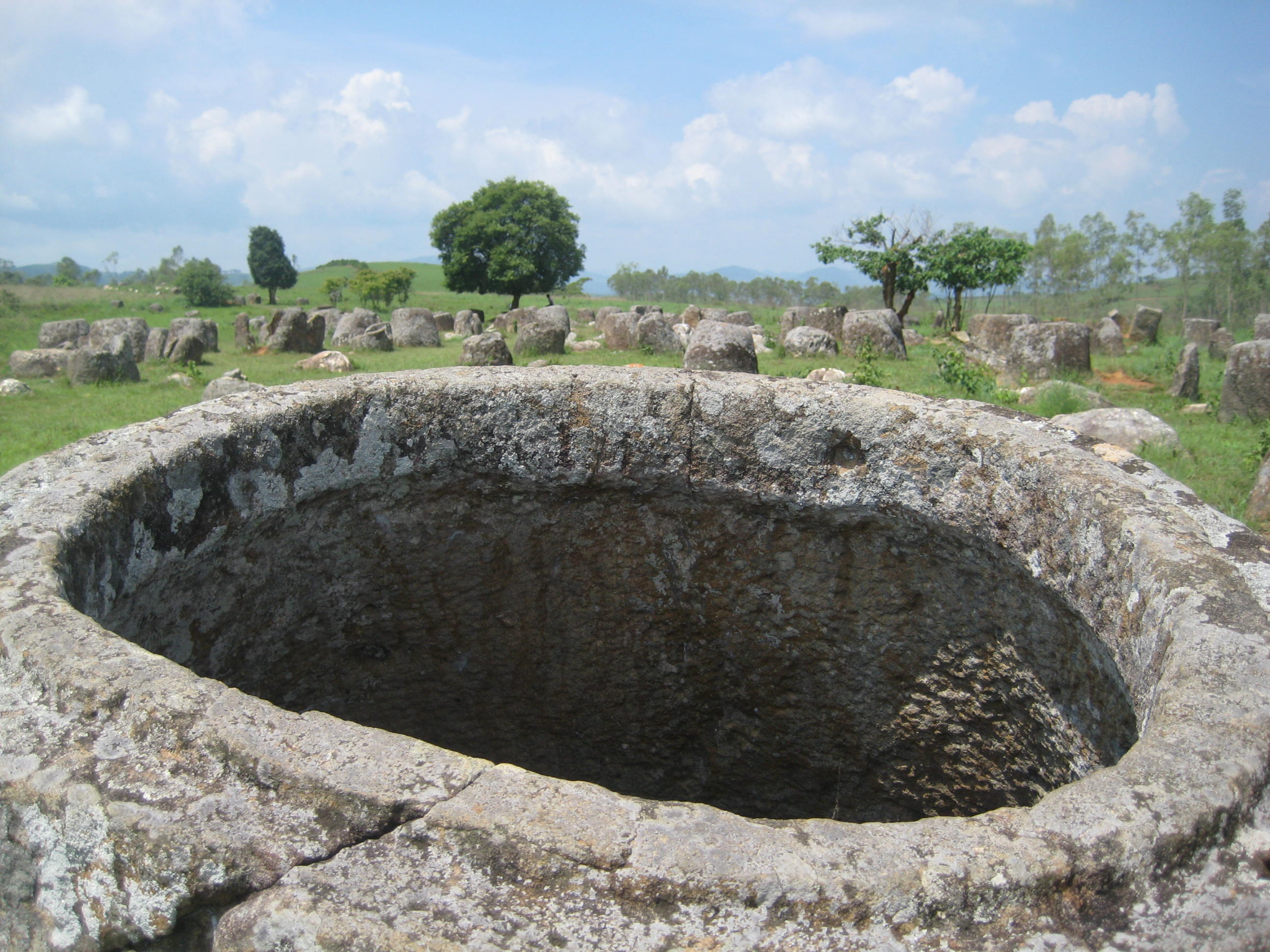
Долина глеків — ділянка 1

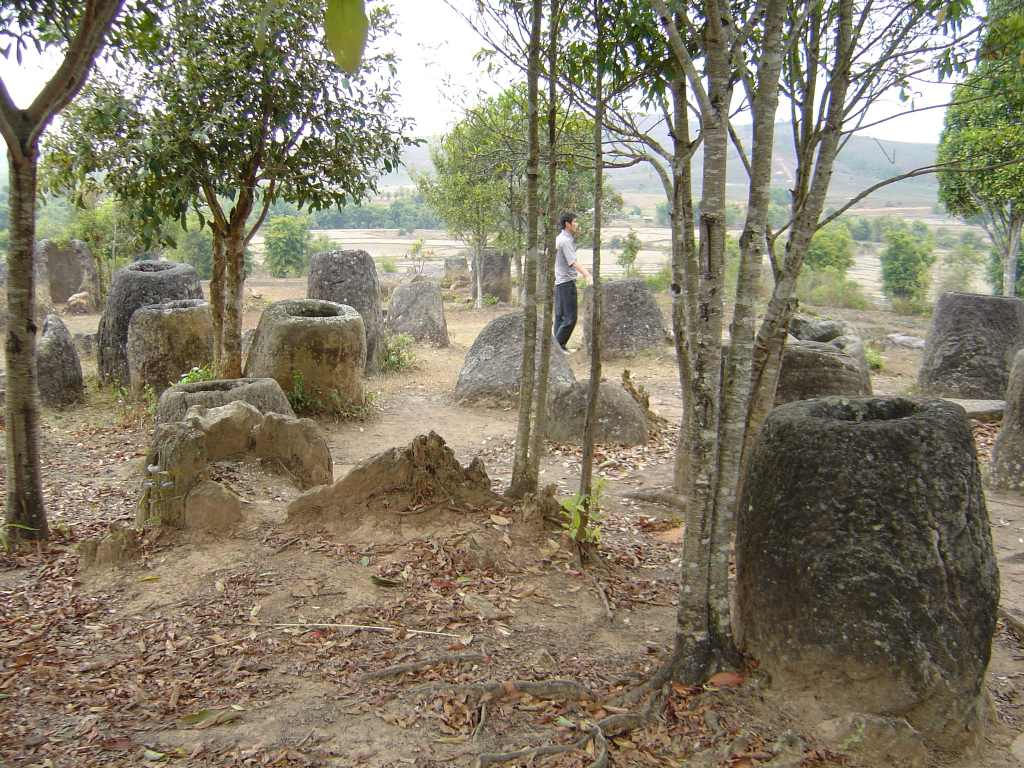
Ділянка 3

Жодних інших археологічних досліджень у Долині глеків не проводилось аж до листопада 1994 року, коли японський професор Еіджі Нітта та лаоський археолог Тхонгса Саявонгкхамди оглянули та створили карту ділянки 1. На думку Нітти, поховання довкола глеків є з ними одного часу, оскільки викопані в ґрунті того ж віку, на який встановлені глеки. Він вважає, що кам'яний глек був символічним монументом для позначення місць поховань. Він датує поховання кінцем другого — початком першого тисячоліття до н. е. на основі поховальної урни та поховальних предметів.
Саявонгкхамди між 1994 та 1996 рокам провів дослідження та розкопки за підтримки Австралійського національного університету. Він та Пітер Беллвуд інтерпретують кам'яні глеки як первинне чи вторинне поховання головної персони, оточені вторинними похованнями членів родини. Археологічна дані, зібрані під час операцій зі знешкодження снарядів під наглядом археолога ЮНЕСКО Джулі ван ден Берг у 2004–2005 роках та у 2007 році, в цілому підтримують цей висновок. Ван ден Берг отримала стратиграфічні дані, схожі на результати Нітти, що глеки та оточуючі поховання — з одного періоду.
Різні поховальні традиції — кремація для кісток у глеках та вторинне поховання довкола глека, досить важко пояснити, у тому числі тому, що кремовані кістки належали переважно підліткам, а матеріальні предмети незначно відрізняються від оточуючих глеки поховань. Операція зі знешкодження снарядів не включала виймання матеріалу з глеків, тому додаткові матеріали не були зібрані. Однак ван ден берг припускає, що глеки використовувались для очищення кісток перед вторинним похованням, а залишки кремації закладали лише в останній період Долини глеків.
Припущення, що кам'яні глеки, за аналогією до схожих королівських поховальних практик Південно-Східної Азії, використовувались як «очищувальні посудини», було висунуто 2001 року Р.Енгельхардтом та П.Роджерсом. Так, у сучасних практиках королівських родів Таїланду, Камбоджі, Лаосу, на початку поховального процесу тіло померлого поміщається в урну на деякий час, протягом якого вважається, що душа померлого проходить через трансформацію від земного до духовного світу. За таким ритуальним розкладом потім йде кремація та вторинне поховання. Серед народності чорних тай, які проживають в цьому регіоні принаймні з 11 ст., шляхту піддають кремації, щоб їх душі попадали на небо, а нижчі класи ховають у землі, щоб і їх душа залишилась на землі.
Колані пов'язувала розташування глеків зі старовинними торговими шляхами, зокрема з соляними. Вона припускала, що сіль була товаром, потрібним людям Долини глеків, і це привело торговців на плато Сіангкхуанг. А сама територія Сіангкхуанг багата на металомісткі породи, в першу чергу через виходи гранітів та пов'язану з ними геотермальну активність, — на ній розташовані два основні родовища залізної руди в Лаосі. Присутність та місця розташування глеків у Сіангкхуанг може бути пов'язаною з торговою та видобувною діяльністю. Історія регіону показує, що плато Сіангкхуанг на північному кінці Аннамітських гір було і є відносно легким засобом перетину зі сходу на захід та з півдня на північ.
Ділянки з глеками в межах плато Сіангкхуанг можуть вказувати на мережу багатокультурних поселень та довгих торгових шляхів, які поєднували басейн річки Меконг з водною системою Тонкінської затоки. Глеки з різних ділянок мають незначні регіональні відмінності у формі, матеріалі, кількості на одну ділянку, але всі мають спільні характеристики — поховальні практики, розташування на узвишші з гарною видимістю оточуючої місцевості.
Найбільш дослідженою є ділянка 1 неподалік від міста Пхонсаван. На сьогодні від снарядів, які не вибухнули, розчищені сім ділянок з глеками і вони відкриті для відвідувачів. Це найбільші відвідувані ділянки 1, 2 та 3, і ділянка 16 поблизу Старої Столиці Сіангкхуанг; ділянка 23, поблизу гарячого джерела в Муанг Кхам; ділянка 25 у практично нетуристичному муангу (районі) Пху Кут; і ділянка 52, найбільша виявлена ділянка з глеками (392 глеки) поблизу традиційного селища хмонгів, доступна лише пішки.

## Легенди та місцеві історії

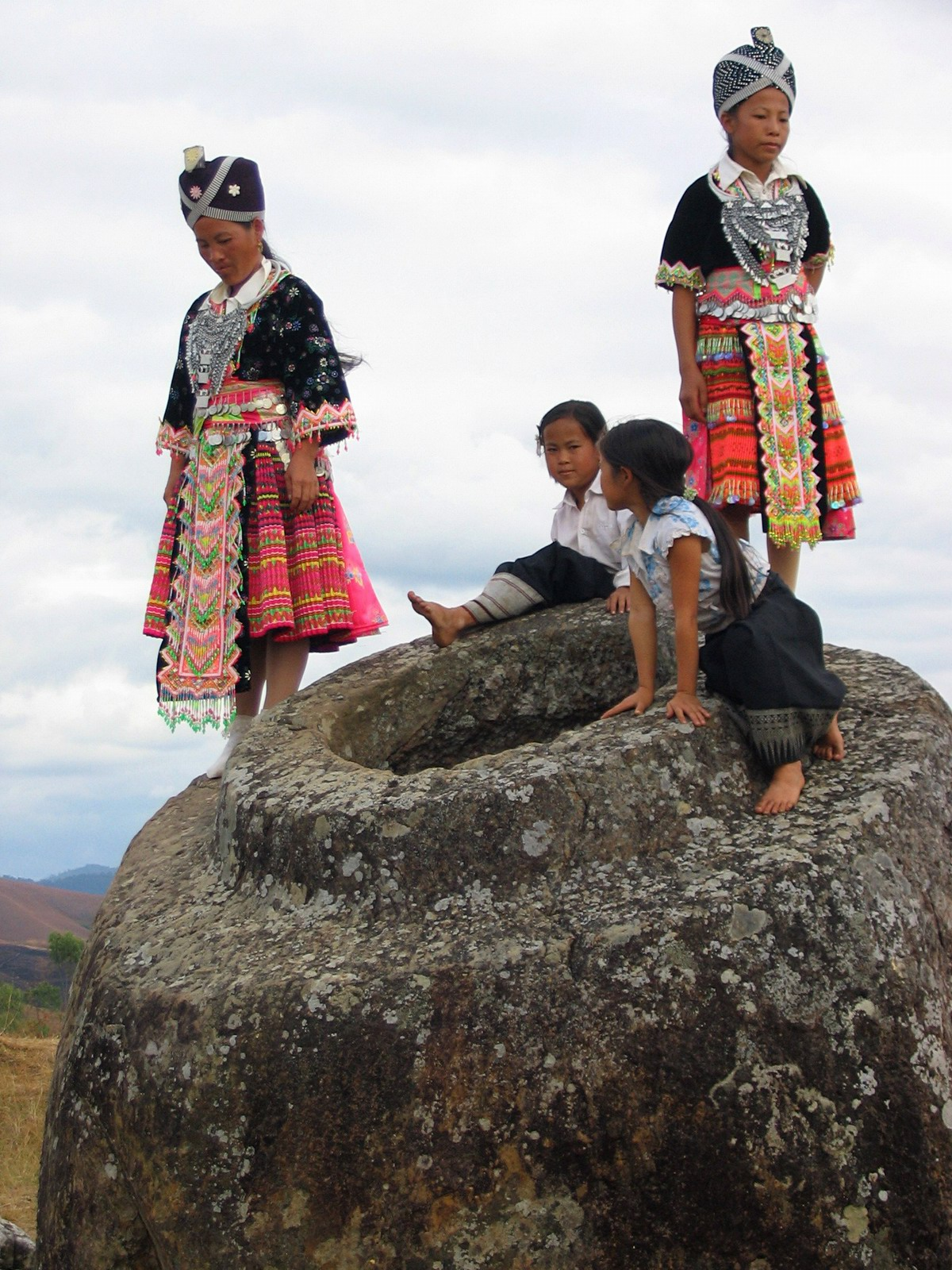
Хмонгські дівчата, які вилазять на один з глеків на Ділянці 1

Лаоські історії та легенди розповідають про расу гігантів, які населяли територію Сіангкхуанг під правлінням короля Кхун Чеунга, що довго воював, але переміг свого ворога. І для святкування перемоги він начебто створив глеки для виготовлення і зберігання величезної кількості лау хай (де «лау» — алкоголь, «хай» — глек; «лау хай» означає рисове вино/пиво у глеках).
Інша місцева оповідка каже, що глеки були виліплені з глини, піску, цукру та продуктів тваринництва, які разом утворили щось схоже на камінь. Через це місцеві вірять, що печера на ділянці 1 насправді була піччю, де обпалювали величезні глеки, які на їх думку зроблені не з каменю.
За ще однією оповіддю, глеки використовувались для збору мусонної дощової води для використання караванами, що проходили по торговим шляхам на плато, оскільки доці були сезонними і між сезонами воду важко було отримати навіть на найлегших піших маршрутах. Дощову воду потім кип'ятили, навіть якщо вона застоялася, щоб вона знову стала питною (така практика поширена у Східній Євразії). І така торгові каравани, які зупинялися довкола глеків, могли б залишати в них намистини як приношення при молитві за дощ. Або намистини могли бути б просто втрачені.

## Поточна ситуація
Між 1964 та 1973 роками, цю частину Лаосу надзвичайно сильно бомбили американські ВПС у війні проти комуністичних сил Північного В'єтнаму та Патет Лао (див громадянська війна у Лаосі в рамках Другої Індокитайської війни). ВПС США скинули на Лаос (переважно саме на Долину глеків) більше вибухівки, ніж вони використали у всій Другій світовій війні. Серед неї були 262 мільйони протипіхотних касетних бомб. За оцінками, орієнтовно 80 мільйонів з них не вибухнули та становлять загрозу мирному населенню.
Така значна кількість снарядів, що не розірвалися, суттєво обмежує пересування. Сліди бомбардування можна побачили в кратерах від бомба та перекинутих і переміщених глеках. Туризм у Долині глеків можливий лише по очищених та відповідним чином позначених шляхах.
Недержавна організація Mines Advisory Group, спільно з ЮНЕСКО та за кошти уряду Нової Зеландії (NZAID), здійснила заходи з знешкодження снарядів на трьох найбільш відвідуваних ділянках з липня 2004 по липень 2005 року. Друга фаза знешкодження була проведена ними у 2007 році, коли були убезпечені ще 4 ділянки.
Туристичний центр був відкритий спільно урядом Лаосу та NZAID на ділянці 1 Долини глеків у серпні 2013 р. В центрі розміщені англомовні стенди про історію культури Долини глеків та про сучасну історію в період конфлікту 1964–1975 рр.
Уряд Лаосу має намір подати Долину глеків на включення до Світової спадщини ЮНЕСКО. На цей час реалізується спільна між урядом Лаосу та ЮНЕСКО програма «Збереження Долини глеків», яка передбачає документування та відновлення Долини. Для подальшого вивчення інших ділянок та організації на них туризму необхідне знешкодження снарядів. Однією з задач програми є включення місцевих спільнот до управління та консервації ділянок, в чому є певні успіхи. На жаль, наплив туристів до найбільш відвідуваних ділянок спричинив пошкодження частини глеків.

## Інтернет-ресурси
- Пам'ятки історії